# La Grande Meute (roman)
 (avril 2019).
Si vous disposez d'ouvrages ou d'articles de référence ou si vous connaissez des sites web de qualité traitant du thème abordé ici, merci de compléter l'article en donnant les références utiles à sa vérifiabilité et en les liant à la section « Notes et références ».
Pour les articles homonymes, voir La Grande Meute.
La Grande Meute est un roman de Paul Vialar publié en 1943 aux éditions Denoël.

## Résumé
En 1912 en Picardie, Mathieu, piqueux, 43 ans, accueille son nouveau maître, le comte Côme de Lambrefault, 33 ans, dont le père vient de mourir. Ils vont voir les 123 chiens : 67 pour cervidés, 41 pour lièvres et 15 pour sangliers et fauves, et leurs 2 valets. Le lendemain, ils prennent un daguet. Rentrés, un valet fait l'appel des chiens, les nourrit (un bœuf pour 6 jours) et soigne les fourbus. Cherchant épouse, il invite Martin et sa fille à une chasse. Déçu, il épouse Agnès, meilleure chasseresse. Devant la meute, Côme qui a fauté avec un bâtard[pas clair]. Agnès fait une fausse couche lors d'une chasse et devient stérile. Il la trompe avec Laurette, jeune servante. En 1914 les Allemands font étape chez Côme et le commandant, veneur, promet de fournir la soupe de la meute. Côme dit à Agnès avoir mis enceinte Laurette, elle devient folle et est internée. Laurette a une fille que Côme ignore. Une épidémie touche la meute en 1915. Moins de 50 % reste en 1916 mais Côme emprunte pour les soigner. À la paix, il reprend la chasse, et en 1920 refait sa meute. Il entretient Solange, 27 ans jusqu'en 1926. Agnès meurt en 1931. En 1937 un huissier met ses chiens en vente. Martin en achète 120 sur 147. Les valets et piqueux partent. Le château est loué. En 1940 Martin et les siens suivent l'exode. Côme va chez lui. La foudre y tue les chiens et il se tue.

## Glossaire de vénerie dans l'ouvrage
A la fin du roman, on y trouve un glossaire de vénerie.